# Challenger de San Marino 2013
El San Marino CEPU Open 2013 fue un torneo de tenis profesional que se jugó en pistas de polvo de ladrillo. Se trató de la vigesimosexta edición del torneo que forma parte del ATP Challenger Tour 2013 . Tuvo lugar en la Ciudad de San Marino, San Marino entre el 5 de agosto y el 11 de agosto de 2013.

## Jugadores participantes del cuadro de individuales

### Cabezas de serie
| País                        | Jugador              | Rank1 | Favorito |
| Bandera de España           | Daniel Gimeno-Traver | 62    | 1        |
| Bandera de Rumania          | Adrian Ungur         | 9     | 2        |
| Bandera de Francia          | Guillaume Rufin      | 96    | 3        |
| Bandera de República Checa  | Jiří Veselý          | 98    | 4        |
| Bandera de Alemania         | Jan-Lennard Struff   | 103   | 5        |
| Bandera de Italia           | Filippo Volandri     | 105   | 6        |
| Bandera de los Países Bajos | Jesse Huta Galung    | 110   | 7        |
| Bandera de Eslovenia        | Blaž Kavčič          | 120   | 8        |
| --------------------------- | -------------------- | ----- | -------- |

- 1 Se ha tomado en cuenta el ranking del 29 de julio de 2013.

### Otros participantes
Los siguientes jugadores recibieron una invitación (wild card), por lo tanto ingresan directamente al cuadro principal (WC):
- Alessandro Giannessi
- Stefano Travaglia
- Gianluigi Quinzi
- Marco Cecchinato

Los siguientes jugadores ingresan al cuadro principal tras disputar el cuadro clasificatorio (Q):
- Roberto Marcora
- Adelchi Virgili
- Matteo Trevisan
- Federico Gaio

## Jugadores participantes en el cuadro de dobles

### Cabezas de serie
| País                      | Jugador           | País                 | Jugador       | Rank1 | Favorito |
| Bandera de Australia      | Paul Hanley       | Bandera de Australia | John Peers    | 86    | 1        |
| Bandera de Estados Unidos | Nicholas Monroe   | Bandera de Alemania  | Simon Stadler | 117   | 2        |
| Bandera de Italia         | Daniele Bracciali | Bandera de Rumania   | Florin Mergea | 118   | 3        |
| Bandera de Sudáfrica      | Raven Klaasen     | Bandera de Alemania  | Philipp Marx  | 133   | 4        |
| ------------------------- | ----------------- | -------------------- | ------------- | ----- | -------- |

- 1 Se ha tomado en cuenta el ranking del 29 de julio de 2013.

## Campeones

### Individual Masculino
- Marco Cecchinato  derrotó en la final a  Filippo Volandri por 6-3, 6-4

### Dobles Masculino
- Nicholas Monroe /  Simon Stadler derrotaron en la final a  Daniele Bracciali /  Florin Mergea por 6-4, 6-2.